# Vladimír Kos
Vladimír Kos (31 de marzo de 1936-17 de septiembre de 2017) fue un futbolista eslovaco que se desempeñaba como delantero.

## Fallecimiento
En sus últimos años, Kos sufrió ataques al corazón, diabetes y problemas musculares. Murió el 17 de septiembre de 2017, a la edad de 81 años.

## Selección nacional
Fue parte del plantel de la selección checoslovaca subcampeona del mundo en 1962. No jugó ningún partido con su selección.

### Participaciones en Copas del Mundo
| Mundial                        | Sede  | Resultado  | Partidos | Goles |
| ------------------------------ | ----- | ---------- | -------- | ----- |
| Copa Mundial de Fútbol de 1962 | Chile | Subcampeón | 0        | 0     |

## Clubes
| Club            | País           | Año       |
| --------------- | -------------- | --------- |
| Bohemians Praga | Checoslovaquia | ¿-?       |
| Dukla Pardubice | Checoslovaquia | 1956-1958 |
| Bohemians Praga | Checoslovaquia | 1958-1964 |
| Sparta Praga    | Checoslovaquia | 1964-1968 |

## Palmarés

### Campeonatos nacionales
| Título           | Club         | País           | Año  |
| ---------------- | ------------ | -------------- | ---- |
| Primera División | Sparta Praga | Checoslovaquia | 1965 |
| Primera División | Sparta Praga | Checoslovaquia | 1967 |